# Jerzy Wolff

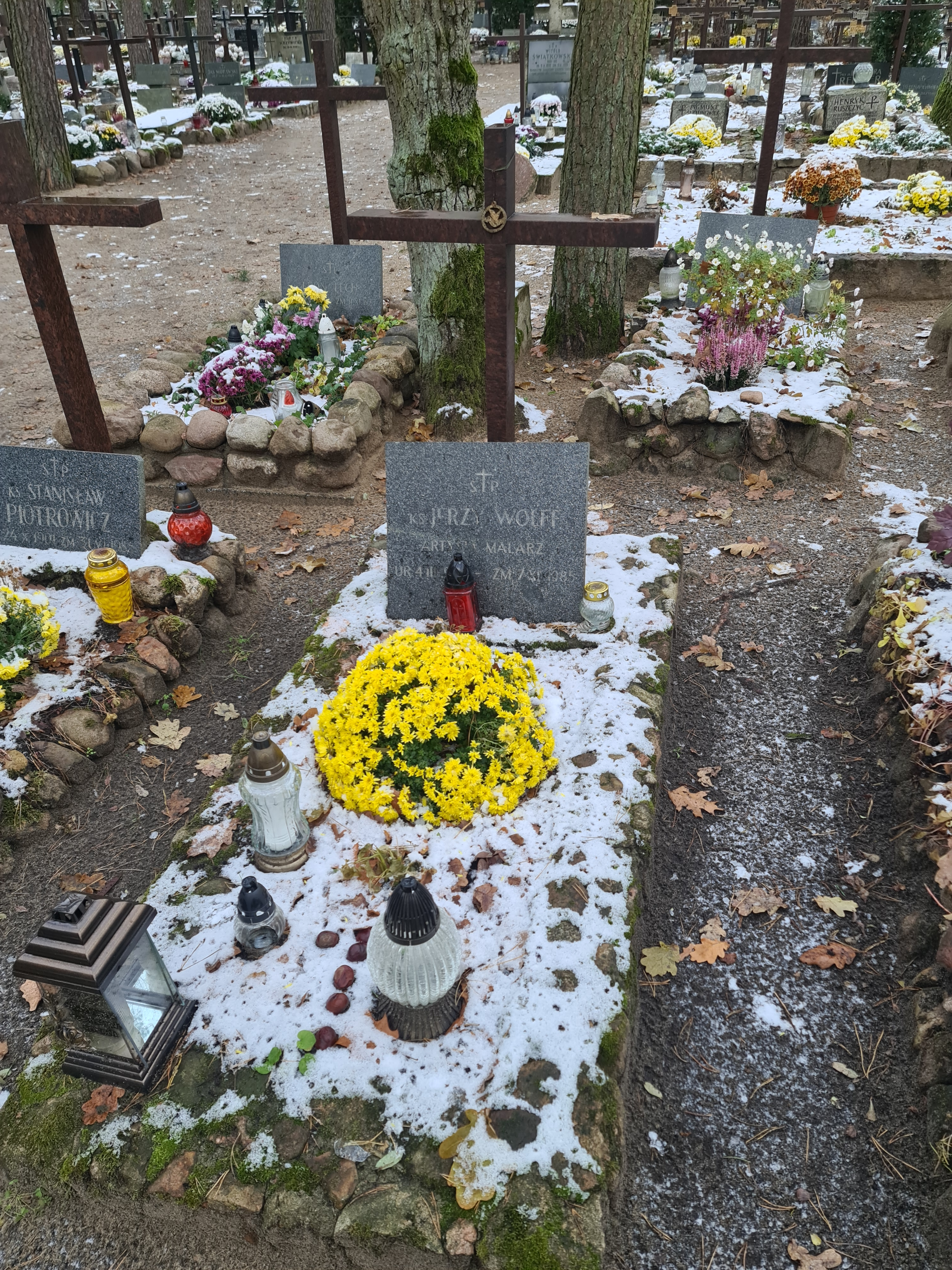
Grób ks. Jerzego Wolffa na cmentarzu leśnym w Laskach

Jerzy Wolff (ur. 4 marca 1902 w Pokrzywnicy, zm. 8 grudnia 1985 w Laskach) – ksiądz rzymskokatolicki, malarz, grafik, krytyk sztuki.

## Życiorys
Urodził się 4 marca 1902 roku w Pokrzywnicy, w rodzinie Ludwika Roberta (1868–1905) i Władysławy ze Świeżyńskich h. Korczak (1874–1943). Pochodził z rodziny warszawskich księgarzy – jego dziad August Robert Wolff był współzałożycielem wydawnictwa Gebethner i Wolff.
Wcześnie osierocony przez ojca wychowywał się pod opieką matki. Dzieciństwo i młodość spędził pod Sandomierzem i w Warszawie. Ukończył gimnazjum Ziemi Mazowieckiej w Warszawie. Absolwent krakowskiej Akademii Sztuk Pięknych, gdzie studiował malarstwo i grafikę. Uczeń Felicjana Szczęsnego Kowarskiego, Ignacego Pieńkowskiego i Jana Wojnarowskiego. W latach 1927 i 1929–1933 przebywał w Paryżu. Był współzałożycielem Komitetu Paryskiego.
W okresie międzywojennym swoje prace wystawiał na różnych wystawach w kraju i za granicą, m.in. od 1934 roku w Instytucie Propagandy Sztuki, Poznaniu, Lublinie. Od 1930 roku należał do Zrzeszenia Polskich Artystów Plastyków „Zwornik”. Był krytykiem sztuki, jednym z odkrywców talentu Nikifora i kolekcjonerem jego malarstwa. Współpracował też jako publicysta i krytyk z czasopismami „Głos Plastyków”, „Prosto z Mostu”, „Pion”.  
W czasie II wojny światowej mieszkał w Wilczycach k. Sandomierza, w rodzinnym majątku matki. W 1945 roku przez krótki okres przebywał na Lubelszczyźnie. Zajmował się inwentaryzacją zbiorów dzieł sztuki zgromadzonych w pałacu w Kozłówce. Później powrócił do Warszawy. W latach 1945–1948 był wiceprezesem ZPAP. 
W 1948 roku poczuł powołanie do życia duchownego. Wstąpił do seminarium. W 1952 roku przyjął święcenia kapłańskie. Był wikariuszem w kilku parafiach archidiecezji warszawskiej: Anin (1952–1954), Otwock, Warszawa. Od 1958 roku do śmierci związany był z Zakładem dla Niewidomych w Laskach. Łączył tam posługę duszpasterską z pracą malarską. Pochowany na cmentarzu leśnym w Laskach (kwatera A-IX-10).

## Twórczość
Tworzył w dziedzinie malarstwa i grafiki, zajmował się publicystyką artystyczną, wykonywał temperowe dekoracje ścian kościołów. Wypracował własny styl operowania światłem i kolorem.
Większość jego prac znajduje się w zbiorach Muzeum Narodowego w Warszawie.